# İrfan Can Eğribayat
İrfan Can Eğribayat, né le 30 juin 1998 à Adana en Turquie, est un footballeur turc qui évolue au poste de gardien de but au Fenerbahçe SK.

## Biographie

### En club
Né à Adana en Turquie, İrfan Can Eğribayat est formé par un club de sa ville natale, l'Adanaspor. Il joue son premier match en professionnel alors que son équipe évolue en deuxième division turque, le 16 mai 2015, lors d'une rencontre de championnat face à Elazığspor. Il entre en jeu en fin de match à la place de Mert Akyüz (en) et son équipe s'impose par quatre buts à trois ce jour-là.
Le 5 septembre 2020, İrfan Can Eğribayat rejoint le Göztepe SK, où il signe un contrat de cinq ans.
Le 4 août 2022, İrfan Can Eğribayat rejoint le Fenerbahçe SK sous forme de prêt d'une saison avec option d'achat.

### En équipe nationale
Eğribayat joue avec les moins de 19 ans. Il participe à quatre matchs avec cette sélection, tous en 2016.
Le 20 novembre 2018, İrfan Can Eğribayat joue son premier match avec l'équipe de Turquie espoirs en étant titularisé face à la Norvège. Son équipe s'incline par trois buts à deux ce jour-là.

## Palmarès
- Fenerbahçe SK:
  - Coupe de Turquie en  2023.